# Полонез

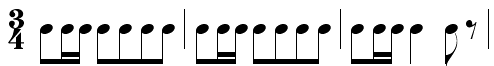
Типичный ритм полонеза

Полоне́з (пол. polonez, фр. polonaise, от фр. polonais — польский) — торжественный танец-шествие в умеренном темпе, имеющий польское происхождение. Исполнялся, как правило, в начале балов, подчёркивая возвышенный характер праздника. В полонезе танцующие пары двигаются по установленным правилами геометрическим фигурам. Музыкальный размер танца — 3/4.

## Происхождение
Возникший в Польше около XV века под названием «ходзоный» (пол. chodzony), сперва полонез был исключительно свадебным танцем. Затем, несколько видоизменившись, он сделался непременным атрибутом любых народных торжеств. Именно величественный полонез открывал танцы на любом народном празднике.
Часто размеренный и плавный полонез перемежался другими народными танцами, такими как мазурка или оберек: веселящаяся молодёжь, сделав несколько фигур полонеза, без ведома музыкантов ускоряла темп и переходила к более быстрым танцам. Оркестр в таких случаях следовал за танцующими. Затем, устав от быстрых и сложных движений мазурки или оберека, молодёжь также внезапно вновь переходила на полонез. В результате часто полонез не только начинал, но и заканчивал танцы, как бы обрамляя их.
Во всех областях Польши народный полонез танцевали с припевками. Спевший самый красивый куплет получал право вести танец. Его, в свою очередь, мог сменить через несколько фигур новый победитель.
Полонез был одним из самых любимых поляками народных танцев. Его сравнительно незатейливую хореографию крестьяне старательно украшали дополнительными деталями. Например, в XVI—XVII веках девушки танцевали ходзоный в венках. Идя одна за другой, девушки тайком поглядывали на юношей, следовавших за ними. Затем девушки снимали венки и дарили их юношам, которые им нравились и своим возлюбленным, и только после этого составляли пары танца. Юношей и девушек сменяли семейные пары. Молодым людям в таких случаях не разрешалось танцевать с замужними женщинами или вдовами.

## Региональные варианты
Ходзоный в каждой местности Польши имел свои отличительные черты.

### Краковский вариант
В краковском или малопольском варианте ходзоный исполнялся несколько напряжённым шагом, с «голубцами» — особыми задержками в танце, напоминающими церемониальный шаг. При этом танцующие в паре не держались за руки. Другой его особенностью было то, что партнёр, вооружённый саблей, как бы расчищал ею дорогу своей даме.

### Куявский вариант
В Куявии шаг полонеза был более мягким и скользящим, а темп исполнения — более медленным. Партнёр и партнёрша держались за два конца платка, затем, не отпуская его, проходили под ним. После этого партнёр отпускал платок, а партнёрша перекладывала последний в свободную руку и плавно проводила им по воздуху. Во время исполнения допускались импровизации.

### Силезский вариант
В Силезии ходзоный танцевали медленно и строго. Здесь он походил на маршевое шествие с едва уловимыми поклонами.

## Название
Народный полонез был известен под разными названиями, в основном отражающими его торжественный, праздничный характер, неспешность и плавность движений. Эти названия можно условно разделить на следующие группы:

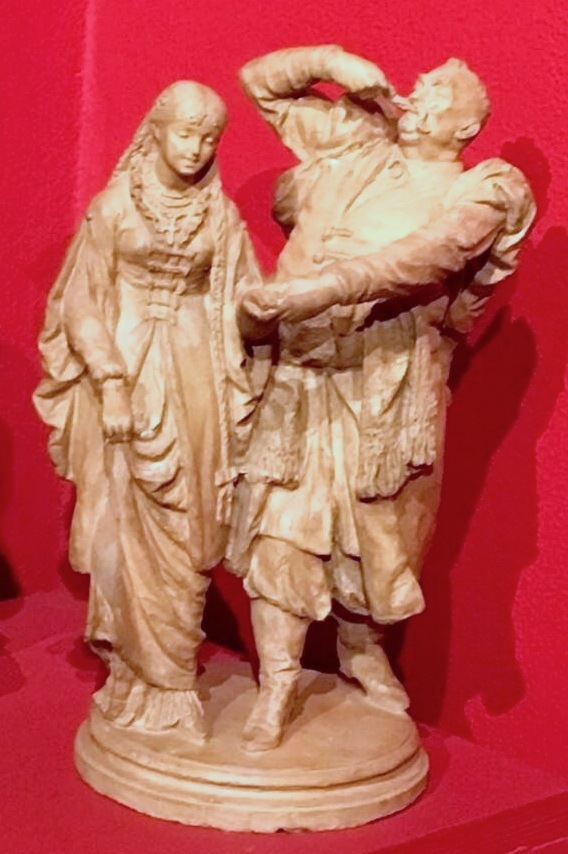
Полонез (1888)

- Название подчёркивает особенности танца:
  - ходзоный (пол. chodzony) — дословно «ходимый», «вышагиваемый»;
  - пеший (пол. pieszy);
  - генсий (пол. gęsi) — дословно «гусиный» (то есть танцуемый друг за другом, гуськом).

- Название отражает торжественность танца:
  - велький (пол. wielki) — дословно «большой», «великий»;
  - стародавный (пол. starodawny) — дословно «стародавний», «традиционный»;
  - старосветский (пол. staroświecki);
  - окронглый (пол. okrągły) — дословно «округлый», «плавный»;

- Название отражает темп танца:
  - вольный (пол. wolny) — дословно «медленный»;
  - повольный (пол. powolny) — дословно «медленный»;
  - поволей (пол. powolej) — «медленным [шагом]».

- Иногда полонез танцевали с хмелем, свечой и другими предметами в руках. В зависимости от них, бытовали следующие названия этого танца:
  - хмелёвый (пол. chmielowy) — то есть танец с хмелем;
  - ходзоный зе свецон (пол. chodzony ze świecą) — дословно «пеший [танец] со свечой».

До сих пор в Польше танцуют свадебный полонез с кружками пива или со свечами, а то и с факелами.
Часто полонез называли также «польским танцем» (пол. taniec polski) или просто «польским».

## Распространение
В конце XV — начале XVI веков ходзоный начал распространяться и в среде мелкой шляхты. Однако в замки магнатов полонез проник только к концу в XVI века, где превратился в пышный дворцовый танец.
В 1573 году польским королём был избран Генрих Валуа (будущий французский король Генрих III). Вероятно, к этому времени относится и знакомство Западной Европы с полонезом. Французские балетмейстеры несколько переработали ходзоный, приспособив для придворных торжеств, в результате чего при дворе польских королей он стал элементом придворного церемониала, своеобразным парадом шляхты перед монархом.
В XVII веке полонез стал популярным во всей Европе и получил своё нынешнее название. Незамысловатый народный танец «ходзоный» приобрёл звучное имя «полонез», сделался более сложным и замысловатым, стал танцем привилегированных классов.

## Полонез в России
В России полонез был известен ещё в допетровское время, однако само слово «полонез» в русскоязычной литературе до начала XIX века не встречается. В России этот танец называли «польский».
Именно польский был первым бытующим в боярской Руси танцем, пришедшим с запада. О «степенных польских танцах» при дворе Алексея Михайловича (1650—1670 гг.) сообщал Я. Штелин. Он же стал первым танцем, какому научился Пётр I в немецкой слободе. Одно из наиболее ранних упоминаний о танцах в русской среде — это польский в исполнении членов Великого посольства 29 июля 1697 года в описании приёма в Коппенбрюгге у курфюрстины Бранденбургской.
Отмечается, что русский вариант польского отличался от общеевропейского большей сдержанностью, степенностью, которая более соответствовала «длинным в ту пору одеждам русских». Оригинальная трактовка польского, вероятно, сохранялась и в начале XVIII в., так что некоторые иностранцы, бывшие в 1720-х гг. при русском дворе, со сравнительно простым «польским никак не могут совладать».
Особую разновидность польского танца составлял церемониальный свадебный танец петровского времени, сочетающий поклоны, степенное шествие пар, и собственно танец. С него начинались и им заканчивались дворянские свадьбы. Первое из обнаруженных сообщений такого рода — о свадьбе в Москве 29 января 1710 г. Далее следуют сообщения о свадьбах П. Мусина-Пушкина, Матюшкина, Шумахера, Ю. Ю. Трубецкого и др.
Наиболее полное описание церемониальных танцев, первого и прощального, даёт Ф. В. Берхгольц: «Дамы, как и в английских танцах становятся по одну, а кавалеры по другую сторону; музыканты играют род погребального марша, в продолжении которого кавалер и дама первой пары сперва кланяются (делают реверансы) своим соседям и друг другу, потом… делают круг влево и становятся опять на своё место. Такта они не соблюдают при том никакого, а только… ходят и отвешивают зрителям поклоны. Прочие пары, одна за другою делают то же самое. Но когда эти туры заканчиваются, начинают играть польский, и тогда уже все танцуют как следует, и тем кончают». И таких танцев бывало по шесть подряд. Прощальный танец несколько отличается там, что танцуют его «во-первых, не три, а пять пар; во-вторых, что маршал со своим жезлом танцует впереди и все должны следовать за ним, и, наконец, в-третьих, тем, что польский начинается тотчас же. Во время этого танца все шаферы держат в руках восковые свечи, с которыми обыкновенно провожают танцующих в спальню невесты…»
Церемониальные танцы предполагали особый порядок танцующих. Обычно они открывались тремя парами: маршалом с невестой и двумя старшими шаферами с посаженной матерью и сестрой невесты. За первым танцем следовал цикл регламентированных чередований.
Церемониальные танцы не являются исключительно русским явлением. То же наблюдается на свадебных торжествах иностранцев. Например, в 1723 г. в Ревеле, где ритуал несколько отличается от русского, но в основе — тот же польский танец. В Москве церемониальные танцы отмечаются в 1722 г. 1 марта и 7 апреля. О подобных танцах после середины 1720-х гг. информации не имеется.
Польский танец существовал, разумеется, не только в пределах сугубо свадебных ритуалов. На балах, маскарадах, ассамблеях Петербурга петровского времени этому танцу уделялось немало места: его танцевали на вечере у графа Г. И. Головкина, на праздновании мира со Швецией, на дне рождения Елизаветы Петровны и др.
В послепетровские времена значение польского несколько снижается. Польский вытесняется менуэтом, хотя его значение и не угасает совсем. Польский отмечен в 1740-е на балу в честь принцессы Ангальт-Цербстской (будущей Екатерины II), а также год спустя в день её свадьбы. Последний бал примечателен тем, что продолжался не более часа и танцевали на нём «только полонезы» (здесь неточность переводчика, правильно — «польский»). В 1760-е польский танцевали довольно часто на балах и маскарадах, в том числе и такие виды, как «польский в четыре пары с шеном» (то есть, цепью).
С середины правления Екатерины II популярность польского увеличивается. Он получает повсеместное распространение. Здесь и собрания «малого Эрмитажа» в Зимнем дворце, и парадные придворные балы, и небольшие балы в своем обществе и многое другое.
В зависимости от ситуации в польском принимали участие различное число танцующих. В церемониальном танце, например, по три пары в начале свадьбы и по пять в конце. Танцы в три пары характерны и для не ритуального польского. Но это было необязательно уже в Петровские времена. И в случаях, когда балы происходили в просторных залах, число танцующих доходило до 12 пар, а в более поздние времена и больше, причем любого возраста и звания. Так, в Туле в 1796 г. на дворянском балу начался большой польский танец, в котором все почти до единого из бывших тогда в редуте приняли участие.
Приверженность молодых людей польскому объясняется, вероятно, тем, что этот танец предоставлял возможность легко вести любовную интригу, то есть увеличивал прелесть общения, способствовал сближению, затруднённому вне рамок светского бала.
По замечанию И. М. Дологорукова, этим отличался особенно «круглый польский, который, кажется, был выдуман для интриг: он продолжался по нескольку часов, все в свою очередь, отделав, по условию фигуру, стояли на своих местах, и каждая пара о чём-нибудь перебивала; разумеется, что разговоры такие были не философские: тут скромная и благородная любовь искала торжества чувствительного и нежного». И действительно, польский порой использовался как возможность приватного и благопристойного общения полов.
«Золотым веком» польского в России являются 90-е гг. XVIII века, связанные с успехами завоевательной политики правительства и следующими за этими событиями пышными празднествами, атмосферу которых отразил в своем творчестве с особой помпезностью О. А. Козловский. Его знаменитый польский на текст Г. Р. Державина «Гром победы, раздавайся!» был одно время официальным русским гимном. Он сочинен в 1791 г. для праздника, даваемого светлейшим князем Г. А. Потёмкиным в Таврическом дворце в честь взятия Измаила и замирения с Турцией.
Были популярны и неоднократно издавались в России польские Михаила Огиньского, сначала графа, а после его приезда в Петербург в начале XIX века, князя и сенатора. «Кто же не знает полонеза Огинского?» — справедливо замечает Фаддей Булгарин. К середине XIX в. польский откровенно устаревает и вытесняется новыми танцами. Впрочем, его жизнь в России не исчерпывается XVIII веком и выходит далеко за рамки столетия.

## Полонез в музыке
Музыкальная форма полонеза получила широкое распространение. Образцы полонеза встречаются в сюитах и партитах И. С. Баха, Г. Ф. Генделя, в произведениях В. А. Моцарта, Л. Бетховена, К. М. Вебера, Ф. Шуберта и Леопольда Моцарта; широкое развитие этот музыкальный жанр получил в творчестве Ф. Шопена. Полонезы писали М. К. Огинский (им, в частности, создан один из самых известных полонезов — «Прощание с Родиной»), О. А. Козловский, К. Курпинский, Г. Венявский, З. Носковский, Л. Ружицкий и др. В опере полонез использован М. И. Глинкой («Жизнь за царя»), Н. А. Римским-Корсаковым, П. И. Чайковским («Евгений Онегин»), М. П. Мусоргским («Борис Годунов») и др.
Известны многочисленные торжественные инструментально-хоровые композиции-полонезы. Большое количество полонезов на стихи Г. Р. Державина было написано О. А. Козловским, в том числе знаменитый полонез «Гром победы, раздавайся».
В Польше полонез получил распространение и в духовной музыке. Многие популярные польские колядки, исполняемые в костёлах на Рождество, имеют форму полонеза, например: «В яслях лежит» (пол. «W żłobie leży»), «Ныне в Вифлееме» (пол. «Dzisaj w Betlejem»), «Рождается Бог» (пол. «Bóg się rodzi»). Среди музыковедов встречается мнение, что религиозные тексты этих колядок были положены на музыку существовавших задолго до того народных танцев.

## Шаги полонеза
Базовые шаги полонеза состоит из последовательности трёх обычных шагов: шаг с внешней (по отношению партнёров друг к другу) ноги на носок, шаг с внутренней ноги на носок, шаг с внешней ноги на стопу. Следующий шаг начинается уже с внутренней ноги. Таким образом, рисунок получается следующим: носок, носок, стопа.
При первом шаге происходит лёгкое приседание (плие) на опорной ноге с небольшим поворотом в сторону вынесенной вперед ноги. Дальнейшее движение осуществляется в распрямлённом положении, партнёры как бы тянутся вверх. Плечи должны быть раскрыты, осанка гордая, благородная.

## Фигуры полонеза
- Променад (фр. promenade). Пары движутся основным шагом по кругу против часовой стрелки вслед за ведущей парой.

- Колонна. Дойдя до центра конца зала, первая пара поворачивает налево (в начало зала) и продолжает движение по диаметру круга. Все продолжают движение вслед за первой парой и постепенно выстраиваются в колонну.

- Поперечина, траверсе (фр. la traverse). Пары выстроены в две колонны параллельно друг другу по двум сторонам круга. Колонны идут навстречу друг другу по кругу. Когда пары встречаются, то кавалеры «левой линии» пропускают между собой и своими дамами дам другой «линии», а кавалеры «правой линии» пропускают между собой и своими дамами дам « левой линии». Получается своеобразная «расчёска» или «решётка». В конце фигуры пары соединяются, продолжая идти по кругу.

- Фонтан (фр. la fontaine). Пары выстроены в колонну в начале зала. Кавалер первой пары поворачивается налево и идёт по полукругу в конец зала. Дама первой пары идёт направо по полукругу в конец зала. Остальные пары доходят до места, где разошлась первая пара и только после этого расходятся — в том же порядке, что и первая пара.

- Веер (фр. éventail). Обычно эта фигура выполняется после «фонтана». Кавалеры идут по полукругу в конец зала слева (если смотреть в начало зала), их дамы идут параллельно им по полукругу справа (партнеры идут не вместе). Когда кавалер встречает свою даму, он предлагает ей руку, и пары расходятся следующим образом: нечётные пары идут в правый угол начала зала, а чётные — в левый угол начала зала. Дойдя до соответствующего угла зала, пары поворачивают и возвращаются в конец зала по своему полукругу.

- Расхождение. Выполняется аналогично «вееру». Первая пара колонны доходит до головы зала и возвращается в хвост зала по правой стороне круга, следующая доходит до её места и затем идет по левой стороне и т. д. (нечётные пары по правой стороне, чётные по левой). Каждая пара «уходит» назад только на начало следующего такта (то есть на счёт «раз»).

- Звёздочки. Выполняются за 8 тактов. Пары располагаются в двух колоннах параллельно друг другу, при этом чётные пары догоняют находящиеся впереди нечётные, а нечётные, наоборот, отстают (разбиваясь, таким образом, по четыре человека). На первый счёт дама первой пары поворачивается по часовой стрелке через правое плечо, поднимая правую руку, дама второй пары — через левое, также поднимая правую руку. Все четверо соединяют прямые правые руки в центре круга, при этом руки дам лежат сверху рук кавалеров. Далее звёздочка движется по кругу по часовой стрелке обычным шагом полонеза (на первые четыре такта проходят первый полный круг, на вторые четыре такта — второй полный круг). В конце восьмого такта руки размыкаются, дама первой пары поворачивается по часовой стрелке через правое плечо в исходное положение.

- Шен или шент, цепочка, гирлянда (фр. la chaine). Выполняется за 8 тактов. Кавалеры располагаются в кругу лицом по обычному направлению движения, их дамы лицом к ним (соответственно, кавалеры стоят левой рукой в центр круга, дамы — правой рукой в центр круга). Движение выполняется обычным шагом полонеза. Кавалер делает шаг по кругу, встречается со своей дамой правыми руками и правыми плечами, на следующий шаг со следующей дамой соответственно левыми руками и левыми плечами (при каждой встрече партнёры слегка кланяются друг другу). Дойдя до своей дамы, кавалер подает ей руку, пара разворачивается по ходу танца (возможны варианты).

- Линии (четвёрки). Выполняются после расхода пар на две колонны из головы зала, когда пары возвращаются в хвост колонны по двум сторонам круга, продолжительность — 4 такта. Кавалер первой пары, дойдя до центра «хвоста» зала и поравнявшись с дамой второй пары, подает ей руку. Образовавшаяся четвёрка продолжает движение в голову зала по диаметру круга, при этом танцующие пошире расходятся друг от друга. Остальные пары таким же образом образуют четвёрки и следуют за ними.

- Соло дам — 8 тактов: Пары располагаются по двумя линиями напротив друг друга. На первый такт дамы начинают движение к противоположному партнеру, при этом правая рука на кринолине слегка вынесена вперед, левая отведена назад. Поравнявшись с дамой пары визави правыми плечами, дама меняет руки и направление движения и, дойдя до кавалера пары визави (2 такта), обходит его против часовой стрелки (ещё 2 такта). При этом кавалер пары визави подает левую руку, правую держит за спиной дамы на уровне её талии, как будто прикрывая её сзади. Далее дамы таким же образом возвращаются к своим кавалерам (2 такта) и также их обходят (последние 2 такта).

- Коридор (выполняется после колонны): В начале очередной музыкальной фразы первая пара сходится и идёт обратно по «коридору» в «хвост» зала. За ней следуют остальные. (Обратите внимание, что дама в данном случае оказывается по левую руку.) В конце коридора первая пара поворачивает налево, вторая направо и т. д. и вновь идут к голове зала. На повороте в парах, поворачивающих налево, доворачивается дама так, чтобы встать по правую руку кавалера. В парах, поворачивающих налево, доворачивается кавалер.

- Обход дамы. Кавалеры становятся на одно колено и подают даме правую руку, дама обходит за четыре основных шага вокруг кавалера против часовой стрелки.